# Villevocance
Villevocance – miejscowość i gmina we Francji, w regionie Owernia-Rodan-Alpy, w departamencie Ardèche.
Według danych na rok 1990 gminę zamieszkiwało 1026 osób, a gęstość zaludnienia wynosiła 109 osób/km² (wśród 2880 gmin regionu Rodan-Alpy Villevocance plasuje się na 763. miejscu pod względem liczby ludności, natomiast pod względem powierzchni na miejscu 1168.).